# 富穡客
富穡客（?—?），汉军八旗人，清朝政治人物。举人出身。
乾隆19年（1754年），擔任清朝遵义府婺川縣知縣。后由林枚光接任。